# Neptosternus
Neptosternus es un género de coleópteros adéfagos  perteneciente a la familia Dytiscidae.

## Especies seleccionadas
- Neptosternus africanus
- Neptosternus alluaudi
- Neptosternus annettae	Hendrich & Balke 2000
- Neptosternus arnecornelii	Hendrich & Balke 2003
- Neptosternus aterrimus	Hendrich & Balke 1997
- Neptosternus babetteae	Hendrich & Balke 1997
- Neptosternus batekensis	Bilardo & Rocchi 2010
- Neptosternus bellus	Hendrich & Balke 1997
- Neptosternus bicinclus